# Diego Luna (futbolista estadounidense)
Diego Ángel Luna (Sunnyvale, California, Estados Unidos, 7 de septiembre de 2003) es un futbolista estadounidense de ascendencia mexicana que juega de centrocampista en el Real Salt Lake de la Major League Soccer.

## Trayectoria
Nacido en Sunnyvale, California, de ascendencia mexicana, comenzó su carrera en el Palo Alto Soccer Club antes de unirse a la configuración juvenil del San Jose Earthquakes de la Major League Soccer en 2015. Con los Earthquakes, Luna participó en varios torneos, como la Dallas Cup y la Generation Adidas Cup. En 2018 dejó la academia del San José Earthquakes y se incorporó a la Academia Residencial del Barcelona, la academia con sede en Arizona del club español F. C. Barcelona.

### El Paso Locomotive
El 5 de abril de 2021 firmó un contrato profesional con el El Paso Locomotive FC del USL Championship. Debutó con el club el 8 de mayo en el empate 1-1 de la temporada contra el New Mexico United. Entró en el minuto 78 en sustitución de Richie Ryan. Tras el partido, así como el segundo contra el RGV FC Toros, el entrenador del Locomotive Mark Lowry dijo: "Tiene la mentalidad de llegar a lo más alto y vamos a ayudarle a conseguirlo".
Anotó su primer gol como profesional con el Locomotive el 3 de junio, el gol de la victoria por 1-0 contra el Austin Bold FC. En el minuto 56 cabeceó un balón cruzado de Macauley King para dar los tres puntos a su equipo.

### Real Salt Lake
El 2 de junio de 2022 fue transferido al Real Salt Lake en un acuerdo récord de la USL de 250,000 dólares. Debutó como suplente en el minuto 88 contra Vancouver Whitecaps F. C.

## Selección nacional
Ha sido convocado a concentraciones con las selecciones de Estados Unidos sub-14 y sub-17.
Ya que hasta antes de la Copa Oro 2025 sólo había jugado con las selecciones juveniles de Estados Unidos, pudo ser convocado por la selección nacional de México. En junio de 2025 jugó con la selección nacional mayor de Estados Unidos, por lo que perdió esta opción.

## Estadísticas

### Clubes
Actualizado al último partido disputado el 31 de mayo de 2025.
| Club                                    | Div.          | Temporada     | Liga  | Liga  | Copas nacionales | Copas nacionales | Copas internacionales | Copas internacionales | Total | Total |
| Club                                    | Div.          | Temporada     | Part. | Goles | Part.            | Goles            | Part.                 | Goles                 | Part. | Goles |
| --------------------------------------- | ------------- | ------------- | ----- | ----- | ---------------- | ---------------- | --------------------- | --------------------- | ----- | ----- |
| El Paso Locomotive F. C. Estados Unidos | 2.ª           | 2021          | 32    | 9     | 0                | 0                | —                     | —                     | 32    | 9     |
| El Paso Locomotive F. C. Estados Unidos | 2.ª           | 2022          | 10    | 4     | 1                | 0                | —                     | —                     | 11    | 5     |
| El Paso Locomotive F. C. Estados Unidos | Total club    | Total club    | 42    | 13    | 1                | 0                | 0                     | 0                     | 43    | 13    |
| Real Monarchs Estados Unidos            | 3.ª           | 2022          | 2     | 0     | —                | —                | —                     | —                     | 2     | 0     |
| Real Monarchs Estados Unidos            | 3.ª           | 2023          | 1     | 2     | —                | —                | —                     | —                     | 1     | 2     |
| Real Monarchs Estados Unidos            | Total club    | Total club    | 3     | 2     | 0                | 0                | 0                     | 0                     | 3     | 2     |
| Real Salt Lake Estados Unidos           | 1.ª           | 2022          | 13    | 0     | —                | —                | —                     | —                     | 13    | 0     |
| Real Salt Lake Estados Unidos           | 1.ª           | 2023          | 26    | 7     | 2                | 0                | 4                     | 0                     | 32    | 7     |
| Real Salt Lake Estados Unidos           | 1.ª           | 2024          | 33    | 8     | 1                | 0                | 2                     | 0                     | 36    | 8     |
| Real Salt Lake Estados Unidos           | 1.ª           | 2025          | 16    | 8     | 0                | 0                | 1                     | 0                     | 17    | 0     |
| Real Salt Lake Estados Unidos           | Total club    | Total club    | 88    | 23    | 3                | 0                | 7                     | 0                     | 98    | 23    |
| Total carrera                           | Total carrera | Total carrera | 173   | 38    | 4                | 0                | 7                     | 0                     | 184   | 38    |

## Palmarés

### Títulos internacionales
| Título                           | Equipo                                 | País     | Año  |
| -------------------------------- | -------------------------------------- | -------- | ---- |
| Campeonato Sub-20 de la Concacaf | Selección sub-20 de los Estados Unidos | Honduras | 2022 |